# Elecciones regionales de Puno de 2014
Las elecciones regionales de Puno de 2014 se llevaron a cabo el 5 de octubre de 2014 para elegir al presidente regional, al vicepresidente regional y al Consejo Regional para el periodo 2015-2018. La elección se celebró simultáneamente con elecciones regionales y municipales (provinciales y distritales) en todo el Perú. La segunda vuelta regional se llevó a cabo el 7 de diciembre de 2014.

## Sistema electoral
El Gobierno Regional de Puno es el órgano administrativo y de gobierno del departamento de Puno. Está compuesto por el presidente regional, el vicepresidente regional y el Consejo Regional.
La votación se realiza en base al sufragio universal, que comprende a todos los ciudadanos nacionales mayores de dieciocho años, empadronados y residentes en el departamento de Puno y en pleno goce de sus derechos políticos.
El presidente y vicepresidente regional son elegidos por sufragio directo. Para que un candidato sea proclamado ganador debe obtener no menos de 30 % de votos válidos. En caso ningún candidato logre ese porcentaje en la primera vuelta electoral, los dos candidatos más votados participan en una segunda vuelta o balotaje.
El Consejo Regional de Puno está compuesto por 16 consejeros elegidos por sufragio directo para un período de cuatro (4) años. La votación es por lista cerrada y bloqueada. Cada provincia del departamento de Puno constituye una circunscripción electoral. Se asigna a la lista ganadora los escaños según el método d'Hondt. La distribución y el número de consejeros regionales es la siguiente:
| Circunscripción                                                                                        | Escaños | Mapa |
| --- | ------- | ---- |
| Azángaro(+1), Chucuito(+1) y Puno(+1)                                                                  | 2       |      |
| Carabaya, El Collao, Huancané, Lampa, Melgar, Moho, San Antonio de Putina, San Román, Sandia y Yunguyo | 1       |      |

## Composición del Consejo Regional de Puno
La siguiente tabla muestra la composición del Consejo Regional de Puno antes de las elecciones.
| Partidos | Partidos                                                                   | Consejeros |
| -------- | -------------------------------------------------------------------------- | ---------- |
|          | Reforma Regional Andina Integración, Participación Económica y Social Puno | 7          |
|          | Proyecto Político AQUÍ                                                     | 2          |
|          | Gran Alianza Nacionalista - Popular - Poder Democrático Regional           | 1          |
|          | Moral y Desarrollo                                                         | 1          |
|          | Restauración Nacional                                                      | 1          |
|          | Acción Popular                                                             | 1          |

## Partidos y candidatos
A continuación se muestra una lista de los principales partidos y alianzas electorales que participaron en las elecciones:
| Candidatura | Candidatura | Partidos y alianzas                                                       | Candidatos | Candidatos                 | Ideología                                                          | Resultado previo | Resultado previo | Ref. |
| Candidatura | Candidatura | Partidos y alianzas                                                       | Candidatos | Candidatos                 | Ideología                                                          | Votos (%)        | Con.             | Ref. |
| ----------- | ----------- | ------------------------------------------------------------------------- | ---------- | -------------------------- | ------------------------------------------------------------------ | ---------------- | ---------------- | ---- |
|             | AQUÍ        | Lista - Proyecto Político AQUÍ (AQUÍ)                                     |            | Hugo Llano Mamani          | Regionalismo puneño                                                | 15.20%           | 2                |      |
|             | PDR         | Lista - Poder Democrático Regional (PDR)                                  |            | Alberto Quintanilla Chacón | Regionalismo puneño                                                | 13.28%           | 1                |      |
|             | FAP         | Lista - Frente Amplio de Puno (FAP)                                       |            | Isauro Fuentes Guzmán      | Regionalismo puneño                                                | 5.21%            | 0                |      |
|             | MAS         | Lista - Movimiento Andino Socialista (MAS)                                |            | José Gutiérrez Alberoni    | Regionalismo puneño                                                | 5.09%            | 0                |      |
|             | RN          | Lista - Restauración Nacional (RN)                                        |            | Alcides Huamaní Peralta    | Liberalismo económico Conservadurismo social Humanismo cristiano   | 4.34%            | 1                |      |
|             | FADEP       | Lista - Frente Amplio para el Desarrollo del Pueblo (FADEP)               |            | Luis Butrón Castillo       | Regionalismo puneño                                                | 4.28%            | 0                |      |
|             | MAPU        | Lista - Movimiento Agrario Puneño (MAPU)                                  |            | Jaime Álvarez Moya         | Regionalismo puneño                                                | 2.58%            | 0                |      |
|             | AP          | Lista - Acción Popular (AP)                                               |            | Estanislao Mancha Pineda   | Partido atrapalotodo                                               | 2.42%            | 1                |      |
|             | PHP         | Lista - Partido Humanista Peruano (PHP)                                   |            | César Quispe Calsín        | Humanismo Socialismo Ecosocialismo                                 | 1.96%            | 0                |      |
|             | DD          | Lista - Democracia Directa (DD)                                           |            | Walter Aduviri Calisaya    | Socialismo Nacionalismo de izquierda Ecologismo                    | 0.93%            | 0                |      |
|             | APP         | Lista - Alianza para el Progreso (APP)                                    |            | Willman Andía Benavides    | Liberalismo económico Conservadurismo liberal Populismo de derecha | Nuevo            | Nuevo            |      |
|             | FP          | Lista - Fuerza Popular (FP)                                               |            | Edwin Barra Mindani        | Fujimorismo Conservadurismo social Populismo de derecha            | Nuevo            | Nuevo            |      |
|             | SOL         | Lista - Movimiento al Socialismo y Libertad (SOL)                         |            | Efraín Churacutipa Mamani  | Regionalismo puneño                                                | Nuevo            | Nuevo            |      |
|             | PICO        | Lista - Proyecto de la Integración para la Cooperación (PICO)             |            | Juan Luque Mamani          | Regionalismo puneño                                                | Nuevo            | Nuevo            |      |
|             | PA          | Lista - Poder Andino (PA)                                                 |            | Alexander Flores Pari      | Regionalismo puneño                                                | Nuevo            | Nuevo            |      |
|             | CONFIA      | Lista - Por las Comunidades Fuente de Integración Andina de Puno (CONFIA) |            | Lucio Ávila Rojas          | Regionalismo puneño                                                | Nuevo            | Nuevo            |      |

## Sondeos de opinión
Las siguientes tablas enumeran las estimaciones de la intención de voto en orden cronológico inverso, mostrando las más recientes primero y utilizando las fechas en las que se realizó el trabajo de campo de la encuesta. Cuando se desconocen las fechas del trabajo de campo, se proporciona la fecha de publicación.
Leyenda:
     Sondeo realizado en el periodo de prohibición legal de la difusión de sondeos de intención de voto.

### Balotaje

#### Intención de voto
La siguiente tabla enumera las estimaciones ponderadas (sin incluir votos en blanco y nulos) de la intención de voto.
|                               |             |   |      |      |     |  |  |  |  |  |  |
| Elecciones regionales de 2014 | 7 dic 2014  | — | 53.8 | 46.2 | 7.6 |  |  |  |  |  |  |
|                               |             |   |      |      |     |  |  |  |  |  |  |
| RPP                           | 7 dic 2014  | ? | 54.4 | 45.6 | 8.8 |  |  |  |  |  |  |
| Cimec Kipu                    | 24 nov 2014 | ? | 54.5 | 45.5 | 9.0 |  |  |  |  |  |  |

#### Preferencias de voto
La siguiente tabla enumera las preferencias de voto en bruto (incluyendo blancos, viciados y sin respuesta) y no ponderadas.
|                               |             |   |      |      |      |    |     |  |  |  |  |
| Elecciones regionales de 2014 | 7 dic 2014  | — | 48.1 | 41.3 | 10.6 | –  | 6.8 |  |  |  |  |
|                               |             |   |      |      |      |    |     |  |  |  |  |
| RPP                           | 7 dic 2014  | ? | 49   | 41   | 10   | –  | 8   |  |  |  |  |
| Cimec Kipu                    | 24 nov 2014 | ? | 42   | 35   | 6    | 17 | 7   |  |  |  |  |

### Primera vuelta

#### Intención de voto
La siguiente tabla enumera las estimaciones ponderadas (sin incluir votos en blanco y nulos) de la intención de voto.
|                                       |                   |      |      |      |      |     |     |      |  |  |
| Elecciones regionales de 2014         | 5 oct 2014        | —    | 29.2 | 21.5 | 13.0 | 5.8 | 5.2 | 7.7  |  |  |
|                                       |                   |      |      |      |      |     |     |      |  |  |
| Ipsos Perú/América                    | 5 oct 2014        | ?    | 29.7 | 20.9 | –    | –   | –   | 8.8  |  |  |
| Datum Internacional/Frecuencia Latina | 5 oct 2014        | ?    | 29.9 | 20.3 | 12.6 | –   | 6.5 | 9.6  |  |  |
| Ipsos Perú/América                    | 5 oct 2014        | ?    | 29.6 | 22.0 | 10.8 | –   | –   | 7.6  |  |  |
| Datum Internacional/Frecuencia Latina | 5 oct 2014        | ?    | 32.8 | 21.8 | 11.8 | –   | –   | 9.0  |  |  |
| Khipus Kamayoc                        | 15–23 ago 2014    | 1831 | 32.0 | 24.4 | 16.5 | 4.4 | 3.3 | 7.6  |  |  |
| Defondo                               | 2–10 ago 2014     | 1000 | 23.8 | 19.9 | 22.1 | 7.7 | 5.3 | 1.7  |  |  |
| Khipus Kamayoc                        | 29 jun–9 jul 2014 | 1926 | 30.9 | 16.1 | 11.4 | 7.2 | 9.6 | 14.8 |  |  |
| IMAC Yachay                           | 10–20 jun 2014    | 1140 | 31.4 | 15.3 | 11.4 | 7.7 | 9.2 | 16.1 |  |  |
| CPI/RPP                               | 23 may–8 jun 2014 | 300  | 23.9 | 27.3 | 8.2  | 9.9 | –   | 3.4  |  |  |

#### Preferencias de voto
La siguiente tabla enumera las preferencias de voto en bruto (incluyendo blancos, viciados y sin respuesta) y no ponderadas.
|                               |                   |      |      |      |      |     |     |      |      |      |  |  |  |
| Elecciones regionales de 2014 | 5 oct 2014        | —    | 23.8 | 17.5 | 10.6 | 4.7 | 4.3 | 18.7 | –    | 6.3  |  |  |  |
|                               |                   |      |      |      |      |     |     |      |      |      |  |  |  |
| Khipus Kamayoc                | 15–23 ago 2014    | 1831 | 18.2 | 13.9 | 9.4  | 2.5 | 1.9 | 19.2 | 23.9 | 4.3  |  |  |  |
| Defondo                       | 2–10 ago 2014     | 1000 | 12.7 | 10.6 | 11.8 | 4.1 | 2.8 | 18.6 | 28.1 | 0.9  |  |  |  |
| Khipus Kamayoc                | 29 jun–9 jul 2014 | 1926 | 19.0 | 9.9  | 7.0  | 4.4 | 5.9 | 19.1 | 19.5 | 9.1  |  |  |  |
| IMAC Yachay                   | 10–20 jun 2014    | 1140 | 21.6 | 10.5 | 7.8  | 5.3 | 6.3 | 8.4  | 22.9 | 11.1 |  |  |  |
| CPI/RPP                       | 23 may–8 jun 2014 | 300  | 12.8 | 14.6 | 4.4  | 5.3 | –   | 25.9 | 20.6 | 1.8  |  |  |  |

## Resultados

### Gobierno Regional de Puno
| Candidatos           | Candidatos                 | Partidos y coaliciones                                            | Primera vuelta 5 oct 2014 | Primera vuelta 5 oct 2014 | Balotaje 7 dic 2014 | Balotaje 7 dic 2014 |  |
| Candidatos           | Candidatos                 | Partidos y coaliciones                                            | Votos                     | %                         | Votos               | %                   |  |
| -------------------- | -------------------------- | ----------------------------------------------------------------- | ------------------------- | ------------------------- | ------------------- | ------------------- |  |
|                      | Juan Luque Mamani          | Proyecto de la Integración para la Cooperación (PICO)             | 174,395                   | 29.24                     | 324,431             | 53.81               |  |
|                      | Walter Aduviri Calisaya    | Democracia Directa (DD)                                           | 128,512                   | 21.55                     | 278,448             | 46.19               |  |
|                      | Lucio Ávila Rojas          | Por las Comunidades Fuente de Integración Andina de Puno (CONFIA) | 77,832                    | 13.05                     |                     |                     |  |
|                      | Alberto Quintanilla Chacón | Poder Democrático Regional (PDR)                                  | 34,633                    | 5.81                      |                     |                     |  |
|                      | Luis Butrón Castillo       | Frente Amplio para el Desarrollo del Pueblo (FADEP)               | 31,304                    | 5.25                      |                     |                     |  |
|                      | Alexander Flores Pari      | Poder Andino (PA)                                                 | 27,162                    | 4.55                      |                     |                     |  |
|                      | Willman Andía Benavides    | Alianza para el Progreso (APP)                                    | 23,931                    | 4.01                      |                     |                     |  |
|                      | Isauro Fuentes Guzmán      | Frente Amplio de Puno (FAP)                                       | 16,750                    | 2.81                      |                     |                     |  |
|                      | Hugo Llano Mamani          | Proyecto Político AQUÍ (AQUÍ)                                     | 15,530                    | 2.60                      |                     |                     |  |
|                      | Jaime Álvarez Moya         | Movimiento Agrario Puneño (MAPU)                                  | 14,055                    | 2.36                      |                     |                     |  |
|                      | Estanislao Mancha Pineda   | Acción Popular (AP)                                               | 10,557                    | 1.77                      |                     |                     |  |
|                      | Alcides Huamaní Peralta    | Restauración Nacional (RN)                                        | 10,011                    | 1.68                      |                     |                     |  |
|                      | José Gutiérrez Alberoni    | Movimiento Andino Socialista (MAS)                                | 9,326                     | 1.56                      |                     |                     |  |
|                      | César Quispe Calsín        | Partido Humanista Peruano (PHP)                                   | 8,839                     | 1.48                      |                     |                     |  |
|                      | Edwin Barra Mindani        | Fuerza Popular (FP)                                               | 8,285                     | 1.39                      |                     |                     |  |
|                      | Efraín Churacutipa Mamani  | Movimiento al Socialismo y Libertad (SOL)                         | 5,328                     | 0.89                      |                     |                     |  |
|                      |                            |                                                                   |                           |                           |                     |                     |  |
| Total                | Total                      | Total                                                             | 596,450                   |                           | 602,879             |                     |  |
|                      |                            |                                                                   |                           |                           |                     |                     |  |
| Votos válidos        | Votos válidos              | Votos válidos                                                     | 596,450                   | 81.28                     | 602,879             | 89.36               |  |
| Votos en blanco      | Votos en blanco            | Votos en blanco                                                   | 73,662                    | 10.04                     | 5,760               | 0.85                |  |
| Votos nulos          | Votos nulos                | Votos nulos                                                       | 63,719                    | 8.68                      | 66,046              | 9.79                |  |
| Votos emitidos       | Votos emitidos             | Votos emitidos                                                    | 733,831                   | 87.25                     | 674,685             | 80.22               |  |
| Abstenciones         | Abstenciones               | Abstenciones                                                      | 107,215                   | 12.75                     | 166,361             | 19.78               |  |
| Votantes registrados | Votantes registrados       | Votantes registrados                                              | 841,046                   |                           | 841,046             |                     |  |
|                      |                            |                                                                   |                           |                           |                     |                     |  |
| Fuente:              |                            |                                                                   |                           |                           |                     |                     |  |

### Consejo Regional de Puno
| |                                                                   |              |              |              |         |         |  |  |
| Partidos y coaliciones                                                                               | Partidos y coaliciones                                            | Voto popular | Voto popular | Voto popular | Escaños | Escaños |  |  |
| Partidos y coaliciones                                                                               | Partidos y coaliciones                                            | Votos        | %            | ±pp          | Total   | +/−     |  |  |
| | Proyecto de la Integración para la Cooperación (PICO)             | 113,721      | 21.73        | Nuevo        | 7       | +7      |  |  |
| | Democracia Directa (DD)1                                          | 74,419       | 14.22        | +13.06       | 5       | +5      |  |  |
| | Por las Comunidades Fuente de Integración Andina de Puno (CONFIA) | 66,184       | 12.65        | Nuevo        | 3       | +3      |  |  |
| | Frente Amplio para el Desarrollo del Pueblo (FADEP)               | 42,569       | 8.13         | +1.88        | 1       | +1      |  |  |
| | Poder Andino (PA)                                                 | 42,003       | 8.03         | Nuevo        | 0       | ±0      |  |  |
| | Alianza para el Progreso (APP)                                    | 28,229       | 5.39         | Nuevo        | 0       | ±0      |  |  |
| | Proyecto Político AQUÍ (AQUÍ)                                     | 22,247       | 4.25         | –7.35        | 0       | –2      |  |  |
| | Poder Democrático Regional (PDR)                                  | 21,819       | 4.17         | n/a          | 0       | –1      |  |  |
| | Frente Amplio de Puno (FAP)                                       | 20,939       | 4.00         | +0.26        | 0       | ±0      |  |  |
| | Restauración Nacional (RN)                                        | 16,455       | 3.14         | –2.91        | 0       | –1      |  |  |
| | Acción Popular (AP)                                               | 15,601       | 2.98         | –0.41        | 0       | –1      |  |  |
| | Movimiento Agrario Puneño (MAPU)                                  | 14,544       | 2.78         | +0.04        | 0       | ±0      |  |  |
| | Movimiento Andino Socialista (MAS)                                | 14,077       | 2.69         | –4.84        | 0       | ±0      |  |  |
| | Fuerza Popular (FP)                                               | 12,840       | 2.45         | Nuevo        | 0       | ±0      |  |  |
| | Partido Humanista Peruano (PHP)                                   | 10,144       | 1.94         | +0.23        | 0       | ±0      |  |  |
| | Movimiento al Socialismo y Libertad (SOL)                         | 7,605        | 1.45         | Nuevo        | 0       | ±0      |  |  |
| |                                                                   |              |              |              |         |         |  |  |
| Total                                                                                                | Total                                                             | 523,396      |              |              | 16      | +3      |  |  |
| |                                                                   |              |              |              |         |         |  |  |
| Votos válidos                                                                                        | Votos válidos                                                     | 523,396      | 71.32        | +7.39        |         |         |  |  |
| Votos en blanco                                                                                      | Votos en blanco                                                   | 142,685      | 19.44        | –3.81        |         |         |  |  |
| Votos nulos                                                                                          | Votos nulos                                                       | 67,750       | 9.23         | –3.59        |         |         |  |  |
| Votos emitidos                                                                                       | Votos emitidos                                                    | 733,831      | 87.25        | –1.96        |         |         |  |  |
| Abstenciones                                                                                         | Abstenciones                                                      | 107,215      | 12.75        | +1.96        |         |         |  |  |
| Votantes registrados                                                                                 | Votantes registrados                                              | 841,046      |              |              |         |         |  |  |
| |                                                                   |              |              |              |         |         |  |  |
| Fuente:                                                                                              |                                                                   |              |              |              |         |         |  |  |
| Notas al pie: 1 Comparado con los resultados de Fonavistas del Perú (FDP) en las elecciones de 2010. |                                                                   |              |              |              |         |         |  |  |

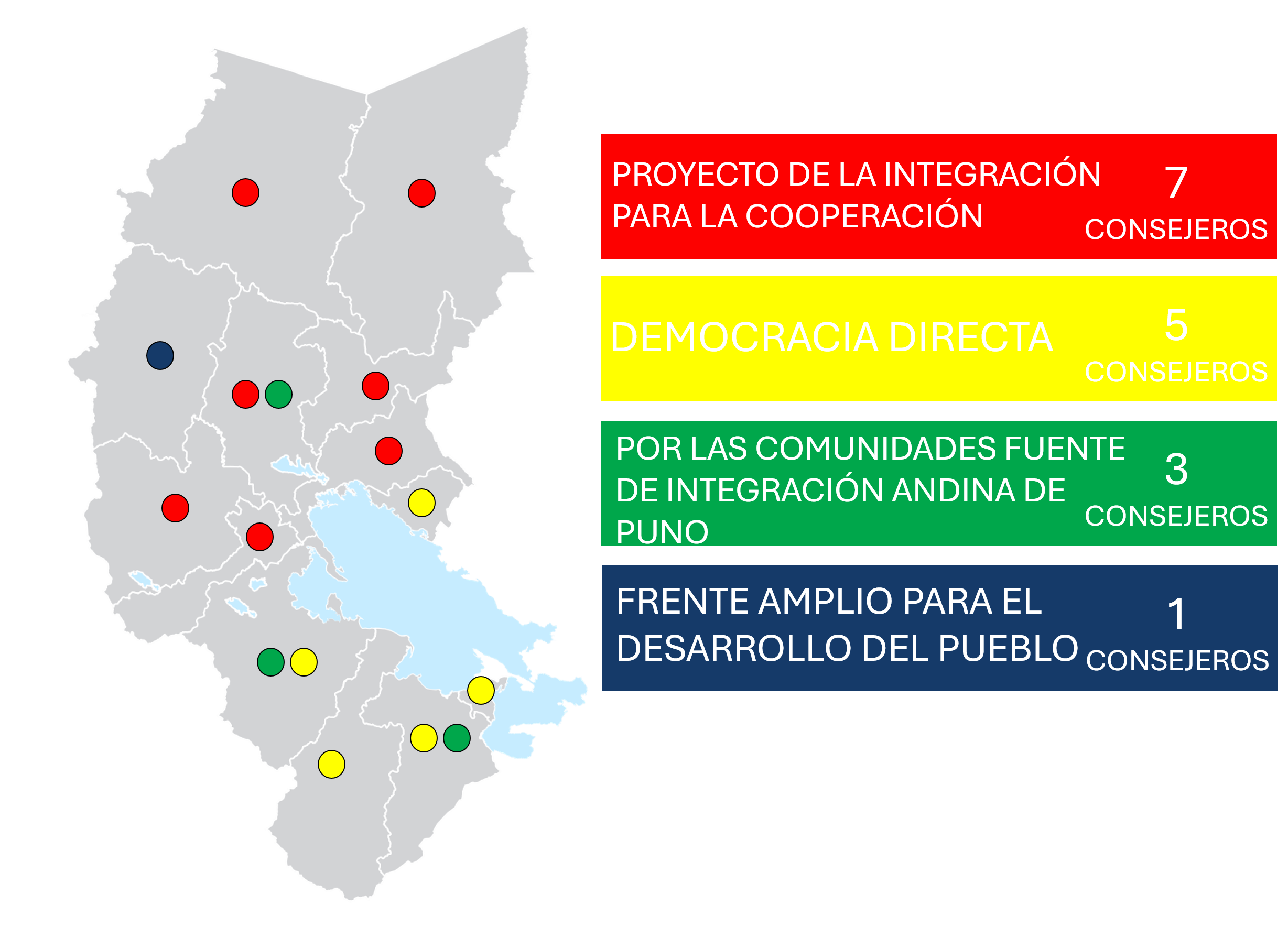
Distribución de escaños por provincias.

| Notas al pie:                                                                                        |                                                                   |              |              |              |         |         |  |  |
| 1 Comparado con los resultados de Fonavistas del Perú (FDP) en las elecciones de 2010.               |                                                                   |              |              |              |         |         |  |  |

### Autoridades electas
| Cargo                                                  | Autoridad electa | Autoridad electa              | Partido político | Partido político                                        |
| ------------------------------------------------------ | ---------------- | ----------------------------- | ---------------- | ------------------------------------------------------- |
| Presidente Regional de Puno                            |                  | Juan Luque Mamani             |                  | Proyecto de la Integración para la Cooperación          |
| Vicepresidente Regional de Puno                        |                  | Héctor Estrada Choque         |                  | Proyecto de la Integración para la Cooperación          |
| Consejero Regional de Puno (por Azángaro)              |                  | Elisbán Calcina Gonzales      |                  | Proyecto de la Integración para la Cooperación          |
| Consejero Regional de Puno (por Azángaro)              |                  | Hugo Gómez Quispe             |                  | Por la Comunidades Fuente de Integración Andina de Puno |
| Consejero Regional de Puno (por Carabaya)              |                  | Hernán Vilca Soncco           |                  | Proyecto de la Integración para la Cooperación          |
| Consejero Regional de Puno (por Chucuito)              |                  | Eddy Uriarte Chambilla        |                  | Democracia Directa                                      |
| Consejero Regional de Puno (por Chucuito)              |                  | Uriel Salazar Herrera         |                  | Por la Comunidades Fuente de Integración Andina de Puno |
| Consejero Regional de Puno (por El Collao)             |                  | Hugo Huacca Contreras         |                  | Democracia Directa                                      |
| Consejera Regional de Puno (por Huancané)              |                  | Leoncio Mamani Coaquira       |                  | Proyecto de la Integración para la Cooperación          |
| Consejera Regional de Puno (por Lampa)                 |                  | Zaida Ortiz Vilca             |                  | Proyecto de la Integración para la Cooperación          |
| Consejero Regional de Puno (por Melgar)                |                  | Leonidas Cano Ccalla          |                  | Frente Amplio para el Desarrollo del Pueblo             |
| Consejero Regional de Puno (por Moho)                  |                  | Emilio Torres Patana          |                  | Democracia Directa                                      |
| Consejero Regional de Puno (por Puno)                  |                  | Walter Quispe Santos          |                  | Por la Comunidades Fuente de Integración Andina de Puno |
| Consejera Regional de Puno (por Puno)                  |                  | Yaqueline Velásquez Velásquez |                  | Democracia Directa                                      |
| Consejero Regional de Puno (por San Antonio de Putina) |                  | Ángel Quispe Masco            |                  | Proyecto de la Integración para la Cooperación          |
| Consejero Regional de Puno (por San Román)             |                  | Roger Apana Quispe            |                  | Proyecto de la Integración para la Cooperación          |
| Consejero Regional de Puno (por Sandia)                |                  | Héctor Mochica Mamani         |                  | Proyecto de la Integración para la Cooperación          |
| Consejero Regional de Puno (por Yunguyo)               |                  | Gumercindo Romero Cruz        |                  | Democracia Directa                                      |